# T. P. Sreenivasan

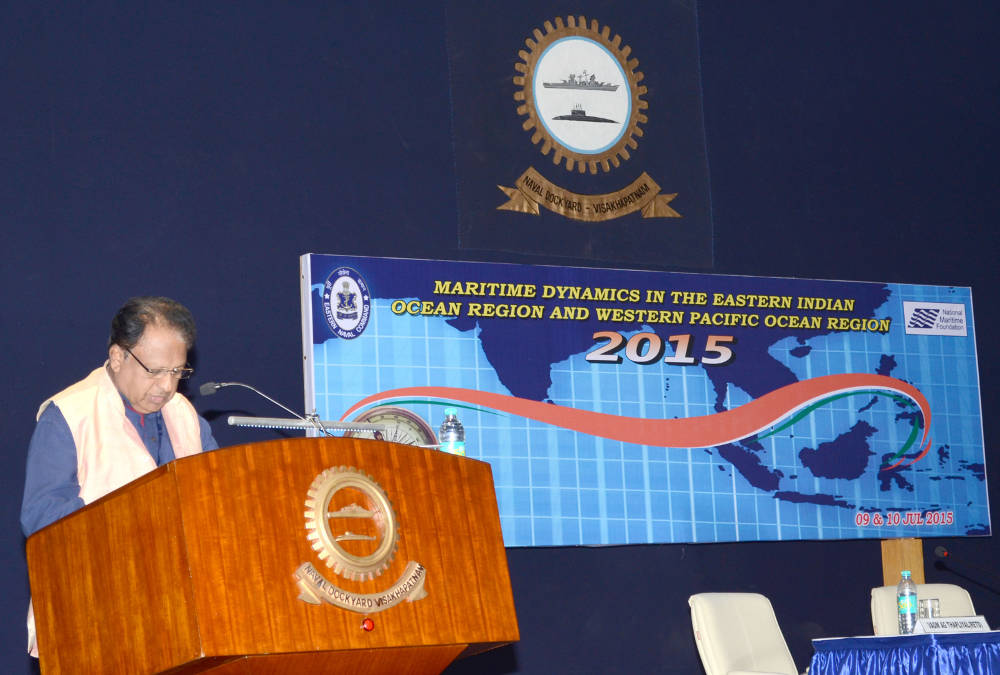
T. P. Sreenivasan, 2015

T. P. Sreenivasan (Thettalil Parameswaran Pillai Sreenivasan; Malayalam ടി.പി. ശ്രീനിവാസൻ Ṭī. Pī. Śṟīnivāsan; * 17. Juni 1944 in Kayamkulam, Travancore) ist ein ehemaliger indischer Diplomat.

## Leben
Sreenivasan ist der Sohn eines Schullehrers aus Travancore (heute Kerala) und wurde in die Kaste der Nayar geboren. Nach Schulbesuch und Studium am University College, Teil der University of Kerala, in Thiruvananthapuram, trat er in den indischen Auswärtigen Dienst (Indian Foreign Service, IFS) ein und wurde zunächst in Rangun beschäftigt.
Er war Gesandtschaftssekretär dritter Klasse in Tokyo und Gesandtschaftssekretär erster Klasse in Thimphu (Bhutan); von 1975 bis 1977 war er Gesandtschaftssekretär erster Klasse in Moskau, von 1986 bis 1989 war er indischer Hochkommissar in Suva (Fidschi) und zuständig für sieben weitere Inselstaaten im Südpazifik. Von 1992 bis 1995 war er Vertreter des Ständigen Vertreters beim UN-Hauptquartier, von 1995 bis 1997 übernahm er das Amt des indischen Hochkommissars in Nairobi (Kenia) und fungierte als Ständiger Vertreter der indischen Regierung beim Büro der Vereinten Nationen in Nairobi. Von 1997 bis 2000 war er stellvertretender Botschafter in Washington, D.C.
Von 2000 bis 2004 war er indischer Botschafter in Wien für Österreich und Slowenien sowie Ständiger Vertreter Indiens bei den Vereinten Nationen und der Internationalen Atomenergie-Organisation, Wien. Zum 30. Juni 2004 wurde er in den Ruhestand versetzt.
T. P. Sreenivasan ist heute der Leiter des Rates für Hochschulbildung des Staates Kerala und geschäftsführender Vizepräsident im Rang eines Vizekanzlers.
Er ist durch zahlreiche journalistische Beiträge in einer Vielzahl von Zeitungen und Zeitschriften hervorgetreten, dazu ist er Sachbuchautor von autobiografisch geprägten Werken zu seiner 37-jährigen Diplomatenlaufbahn.

## Schriften
- Encounters. Rythm House, Selangor, Malaysia 2007, ISBN 978-983-164-546-8.
- Words, Words, Words. Adventures in Diplomacy. Pearson Longman, Delhi 2008, ISBN 978-81-317-6058-1.
- Mattering to India. The Shashi Tharoor campaign. Pearson, Delhi 2011, ISBN 978-81-317-5944-8.
- Applied diplomacy. Through the prism of mythology. Wisdom Tree, New Delhi 2014, ISBN 978-81-8328-381-6.